# Les Mémoires de Maigret
Les Mémoires de Maigret est un roman de Georges Simenon, publié en 1951 par les Presses de la Cité. L'écriture de ce roman s'est déroulée entre les 19 et 27 septembre 1950 dans sa grande propriété isolée, dénommée Shadow Rock Farm à Lakeville (Connecticut), États-Unis, soit à quelque 5 800 km de Paris où se déroulent les événements dont se souvient le célèbre commissaire.
Bien que contrairement à tous les autres Maigret il ne s'agisse pas ici d'un roman policier, mais des souvenirs de la carrière d'un policier (fictif) à la retraite, ce titre est inclus dans la série des Maigret. 
Le récit se déroule à la campagne, dans les environs de Moulins, à Nantes et à Paris. Il se déroule à partir de « 1927 ou 1928 », période où Maigret est présenté au romancier Simenon.

## Personnages
- Commissaire Maigret : commissaire retraité de la P.J., marié, sans enfant.
- Les parents de Maigret.
- Louise Maigret : épouse du commissaire
- Georges Simenon : le romancier.

## Résumé
Admis à la retraite, Maigret, retiré à Meung-sur-Loire, décide de rédiger ses mémoires afin de rectifier le portrait « plus vrai que nature » qu'a tracé de lui le romancier Sim devenu Simenon.  
Maigret est né à la campagne, « non loin de Moulins », où son père était régisseur d'une vaste propriété ; sa mère est morte en couches quand il avait huit ans ; son père l'a alors confié à une tante qui a épousé un boulanger de Nantes. C'est là que Maigret fait ses études, ne revoyant son père que pendant les vacances ; il est fortement marqué par cet homme de la terre, paisible, honnête et compréhensif, auquel il ressemblera moralement plus tard. Maigret est étudiant en médecine lorsque son père meurt. Obligé d'interrompre ses études, il cherche un emploi à Paris ; grâce à un voisin de palier, il a l'occasion d'entrer dans la police. 
D'abord simple porteur de dépêches, il devient rapidement secrétaire du commissaire du quartier Saint-Georges. C'est à ce moment qu'il fait la connaissance de Louise, jeune fille calme et sérieuse qui deviendra Mme Maigret. Entré à la Brigade de la voie publique, Maigret parcourt Paris, ce qui lui permet de connaître ses rues, ses grands magasins, ses gares, ses apaches, ses prostituées, ses garnis miteux renfermant un univers cosmopolite ; il admire l'humilité fière des déracinés, la fierté discrète des pauvres. Il insiste sur le lien existant entre le policier et celui qu'il traque : leurs relations sont avant tout professionnelles, sans haine, mais sans pitié ; il y a entre eux « une sorte d'esprit de famille ». Énumérant les genres de crimes dont il a dû s'occuper, Maigret regrette que Simenon n'ait raconté que les plus exceptionnels, les plus intéressants au point de vue psychologique, ceux qui n'ont constitué en fait qu'« une partie insignifiante » de ses activités ; en réalité, le métier de policier est beaucoup plus monotone qu'on ne pourrait le croire en lisant les romans de Simenon.
Les mémoires de Maigret s'achèvent avec sa nomination d'inspecteur à la Brigade spéciale du Quai des Orfèvres et ses débuts dans cette nouvelle fonction ; il avait alors trente ans. Il répète que le policier n'est pas un héros, qu'il fait seulement son métier de fonctionnaire. Le récit prend fin sur une évocation de ses anciens collaborateurs. Sa dernière pensée est pour Simenon, devenu son ami.

## Aspects particuliers du roman
Ces mémoires mêlent l’autobiographie de Maigret durant la première partie de sa vie à des réflexions sur l’existence et le rôle du policier. Avec humour, Simenon envisage les rapports entre le romancier et son personnage. Le récit est évidemment écrit à la première personne. L’aspect autobiographique laisse dans l’ombre certaines années de l’existence de Maigret, résumées très rapidement. 

## Éditions
- Prépublication en feuilleton dans le mensuel Constellation, n° 34-37 de février à mai 1951
- Édition originale : Presses de la Cité, 1951
- Livre de Poche, n° 14212, 1997  (ISBN 978-2-253-14212-6)
- Tout Simenon, tome 4, Omnibus, 2002  (ISBN 978-2-258-06045-6)
- Romans, tome II, Gallimard, Bibliothèque de la  Pléiade, n° 496, 2003  (ISBN 978-2-07-011675-1)
- Tout Maigret, tome 5, Omnibus,  2019  (ISBN 978-2-258-15046-1)

## Source bibliographique
- Maurice Piron, Michel Lemoine, L'Univers de Simenon, guide des romans et nouvelles (1931-1972) de Georges Simenon, Presses de la Cité, 1983, p. 324-325  (ISBN 978-2-258-01152-6)